# Southern Cross (серия комиксов)
Southern Cross — серия комиксов, которую в 2015—2018 годах издавала компания Image Comics.

## Синопсис
Серия повествует о космической путешественнице Алекс Брейт, которая пытается узнать, как погибла её сестра.

## История создания
При создании комикса Клунан вдохновлялась работами Агаты Кристи, Фрэнсиса Мариона Кроуфорда и Говарда Филлипса Лавкрафта. В интервью Беланже упомянул такие видеоигры как Impossible Mission, Contra и Metroid. Он создавал дизайн комикса около года. Художник говорил, что хотел бы, «чтобы у корабля было столько же индивидуальности и жизни, сколько у любого другого персонажа комикса».

## Коллекционные издания
| Название        | Тип            | Дата выхода    | Собранный материал   | Кол-во страниц | ISBN                       | Предполагаемый объём продаж (первый месяц) |
| --------------- | -------------- | -------------- | -------------------- | -------------- | -------------------------- | ------------------------------------------ |
| Vol. 1          | Мягкая обложка | 13 января 2016 | Southern Cross #1-6  | 160            | 978-1632155597, 1632155591 | 2 513, позиция в Северной Америке — 26     |
| Vol. 2: Romulus | Мягкая обложка | 19 июля 2017   | Southern Cross #7-12 | 160            | 978-1534300439, 1534300430 | 1 085, позиция в Северной Америке — 77     |

## Отзывы
На сайте Comic Book Roundup серия имеет оценку 8 из 10 на основе 67 рецензий. Джефф Лейк из IGN дал первому выпуску 7 баллов из 10 и посчитал, что окружение нарисовано хорошо, а главный герой — не очень. Грег Макэлхаттон из Comic Book Resources писала, что «[серия] Gotham Academy от Клунан доставляла истинное удовольствие, но Southern Cross #1 не передаёт таких же ощущений». Келли Ричардс из Newsarama поставил дебюту оценку 9 из 10 и отметил, что комикс «сочетает в себе научную фантастику с аспектами ужасов и нуара, что очень эффектно [работает]». Форрест С. Хелви с того же портала присвоил первому выпуску 6 баллов из 10 и сравнил его с фильмом «Бегущий по лезвию». Их коллега Эдвард Кей оценил дебют в 8 баллов из 10 и назвал его первоклассным, отметив лишь небольшие недостатки. Алекс Лу из Comics Bulletin вручил первому выпуску 3 звезды из 5 и посчитал, что «Southern Cross заслуживает внимания». Чейз Магнетт из ComicBook.com дал дебюту оценку «B» и написал, что история «очень сильно похожа на сюжет Roche Limit». Мэт Эльфринг из Comic Vine поставил первому выпуску 4 звезды из 5 и подчеркнул, что «Southern Cross подаёт большие надежды».